# Mycomya taurus
Mycomya taurus är en tvåvingeart som beskrevs av Freeman 1951. Mycomya taurus ingår i släktet Mycomya och familjen svampmyggor. Inga underarter finns listade i Catalogue of Life.